# Nicon moniloceras
Nicon moniloceras är en ringmaskart som först beskrevs av Hartman 1940.  Nicon moniloceras ingår i släktet Nicon och familjen Nereididae.
Artens utbredningsområde är Mexikanska golfen. Inga underarter finns listade i Catalogue of Life.